# Plagiocefalia
La plagiocefalia (del griego Plagio = oblicuo y cefala = cabeza) es el resultado de la fusión (unión) unilateral prematura de las suturas coronal o lambdoidea. La sutura lambdoidea une al hueso occipital (hueso que sustenta a la cabeza sobre la columna vertebral) con los huesos parietales (huesos laterales superiores) del cráneo. La plagiocefalia es un trastorno caracterizado por la distorsión asimétrica (aplastamiento lateral) del cráneo. Es común encontrarla al nacer, y puede ser el resultado de una malformación, un ambiente intrauterino restrictivo, o de una tortícolis (espasmo o rigidez de los músculos del cuello).

## Epidemiología
La plagiocefalia se presente en un 46 % de los nacidos vivos. Las deformidades craneales como cráneo oblicuo afectaban a un 12 % de los niños, pero va en aumento en aquellos países en los que se desaconseja la posición en decúbito prono (es decir, dormir boca abajo) de los lactantes, para evitar uno de los factores de riesgo implicados en el síndrome de muerte súbita del lactante. Un estudio reciente en Canadá, revela que la plagiocefalia posicional afecta al 46,6 % de los bebés.

## Etiología
La plagiocefalia es una alteración que se produce por el cierre prematuro de la sutura coronal, puede ser derecha o izquierda y en los casos bilaterales forma braquiocefalia.
Existen varias teorías sobre la etiología, multifactorial, puede deberse a causas genéticas como algunos síndromes, las causas del cierre prematuro de suturas pueden ser por defectos de la base del cráneo o mesenquimatosas.
La plagiocefalia y otras deformidades craneales son una alteración en el crecimiento de la cabeza del bebé puede deberse a presiones externas, la ternura del cráneo y su rápido crecimiento. Las deformidades craneales posicionales pueden producirse en el útero o durante los primeros meses de vida.

## Deformidades craneales
Las principales deformidades craneales (craneoestenosis o craneosinostosis) son la plagiocefalia, trigonocefalia, la braquicefalia, la escafocefalia, sinostosis lambdoidea y la oxicefalia. Estas deformidades presentan problemas por compresión cerebral, evidentes problemas estéticos (que permanecen en la edad adulta), pero también alteraciones ortodóncicas, alteraciones oculares (exotropía) y retrasos en el desarrollo psicomotor y cognitivo.
Una de sus variantes más comunes es la pseudo plagiocefalia posturalo "cráneo oblicuo" que consiste en la deformación craneal no sinostósica, que describe un paralelogramo desde la vista superior de la cabeza y que genera en la zona posterior del cráneo un aplanamiento de un lado. Esta deformación es producto de la postura prolongada en una sola posición, causada generalmente por tortícolis posicional o congénita. Produce orejas desalineadas, asimetría facial y abombamiento de la frente.

## Prevención
Para prevenir las deformaciones posturales del cráneo en recién nacidos y lactantes hay varias propuestas.

### Colchón
Existen colchones especializados para prevenir la plagiocefalia. El diseño de estos colchones se caracteriza por un diseño ergonómico que reduce la presión sobre la cabeza del bebé. Es muy importante que estos colchones tengan certificados sanitarios para garantizar su eficacia. 

### Postura al dormir
Dormir boca arriba es uno de los principales factores postnatales que predispone a tener deformidades craneales (pseudo-plagiocefalia o cráneo oblicuo, y pseudo-braquicefalia posicionales), por lo que se recomienda que el padre y la madre combinen la posición de decúbito supino estricto (boca arriba mirando al techo) con la posición hacia el lado derecho y hacia el lado izquierdo (1/3 del tiempo en cada posición) desde el nacimiento. De este modo, el recién nacido no puede establecer sus preferencias por una sola posición de la cabeza (posición de confort). Estas medidas de rotación de la posición de la cabeza también deben aplicarse en el caso de que el bebé pase mucho tiempo en una sillita o en el cochecito de paseo.

### Tummy time
El Tummy time es un método de actividad física para recién nacidos y lactantes con el que desarrollan unas mejores capacidades motoras. Se practica solamente cuando el niño este despierto. Consiste en poner al bebé en posición de decúbito prono (boca abajo), sobre el pecho del padre o de la madre, en la cama o en una superficie cómoda, durante el tiempo de juego vigilado. Cualquier tipo de juego o posición donde el bebe se encuentre "boca abajo" será beneficiosa tanto como para prevenir las deformidades craneales, como para reforzar la capacidad muscular y sensitiva del bebe. La posición en decúbito prono durante el juego no constituye un factor de riesgo para el SMSL.
Desde el nacimiento hasta el segundo mes: colocar al bebe "boca abajo". Si no puede levantar la cabeza, coloque su mano suavemente sobre su trasero para hacer contrapeso y ayudarlo. Si aun así, el bebe no puede sostener la cabeza de manera estable, coloque una toalla enrollada debajo de su pecho. Esto le ayudará a adoptar una posición más vertical y le será más fácil explorar su entorno. También se puede colocar al bebe sobre el pecho de los padres, mientras se relajan en la cama o en un sofá. Al quedar su cara a pocos centímetros de la del bebe, a este le será más cómodo mirarle a la cara ya que los bebes a esta edad tienen la visión adaptada para ver a unos pocos centímetros solamente.
Desde los 3 hasta los 5 meses: a esta edad el bebé ya se encuentra más cómodo boca abajo, y puede sostenerse con sus propios brazos. Colocar juguetes cerca de él y jugar con él, situando la cara de los padres al mismo nivel que la del bebé.
Desde los 6 hasta los 9 meses: el niño es más fuerte tanto en brazos como piernas. Ahora pueden jugar a juegos más activos como hacer el avión (cogiendo al bebe por la cintura). También puede colocar al bebe sobre las piernas de los padres y moverle.

### Cojín
El uso de un cojín con un orificio central es útil tanto como método de prevención desde el nacimiento, como de ayuda a la corrección hasta los 18 meses de edad; puesto que el cojín ayuda a reducir la presión bajo la cabeza del bebé, y facilita llevar a cabo las medidas de reposicionamiento en el caso de que el lactante esté afectado de plagiocefalia.

### Ejercicios de estiramiento
Si la causa de la plagiocefalia es una contractura muscular (en caso de torticulis o que el bebe se encaje en el canal pélvico meses antes del parto) se deben realizar ejercicios de estiramiento cada vez que se cambie el pañal. Bajo la supervisión de un pediatra se pueden realizar ejercicios de estiramiento sin forzar excesivamente el bebe:
1. Primer ejercicio: con una mano sobre el pecho, girar la cabeza del bebe hasta que el mentón toque el hombro. Mantener durante 10 segundos y repetir a ambos lados.
2. Segundo ejercicio: con una mano sobre el hombro, girar la cabeza del bebe hasta que la oreja toque el hombro. Mantener durante 10 segundos y repetir a ambos lados.